# Fred Boimistruck
Fred "Broomstick" Boimistruck (Sudbury, Ontario, 1962. január 12. –) profi kanadai jégkorongozó.

## Pályafutása
Komolyabb junior karrierjét a Streetsville Derbys kezdte, mely egy Ontario-Jr.B-s csapat. 1979–1981 között az QMJHL-es Cornwall Royalsban játszott. Kétszer egymás után bejutottak a Memorial-kupa döntőbe és mind a kétszer el is hódították a kupát. Közben az 1980-as NHL-drafton a Toronto Maple Leafs kiválasztotta őt a harmadik kör 43. helyén. Képviselte hazáját az 1981-es U20-as jégkorong-világbajnokságon, ahol az utolsó előtti helyen zártak. 1981–1983 között játszott az NHL-ben a Torontóban összesen 83 mérkőzésen. Ezután többet nem kapott játék lehetőséget az NHL-ben. 1983-ban lekerült az AHL-es St. Catharines Saints és másfél szezont töltött ebben a csapatban. 1984–1985-ben kettő mérkőzésre az IHL-es Fort Wayne Komets került, majd hat mérkőzés erejéig a svájci ligába szerződött. Európából visszatérve az IHL-es Flint Spiritsben játszott végül 1986–1987-ben az OHA-Sr. ligából a Brantford Mott's Clamatosból vonult vissza.

## Díjai
- Elnöki-kupa: 1980, 1981
- Memorial-kupa: 1980, 1981
- Émile Bouchard-trófea: 1981
- QMJHL Első All-Star Csapat: 1981
- Allan-kupa: 1987